# Schemat organizacyjny
Schemat organizacyjny – graficzna prezentacja struktury organizacyjnej danej organizacji, a w szczególności zależności pomiędzy komórkami funkcjonalnymi. W zakładzie pracy komórkami takimi mogą być pojedyncze stanowiska pracy lub grupy stanowisk wyodrębnionych ze względu na swe funkcje. 
W szerszym rozumieniu jest to model struktury organizacyjnej przyjęty w danej organizacji.
W naukach o zarządzaniu i literaturze poświęconej socjologii pracy opisywanych jest zazwyczaj kilka schematów organizacyjnych, np.:
- schemat struktury prostej (schemat liniowy)
- schemat struktury funkcjonalnej
- schemat struktury sztabowej
- schemat struktury macierzowej

## Tworzenie schematów organizacyjnych
Na rynku dostępnych jest szereg narzędzi, którymi można się posłużyć w tworzeniu schematów organizacyjnych. Do popularnych aplikacji należą: Microsoft Visio, Microsoft PowerPoint, oraz OrgPlus. Ponadto produkty firm Ingentis, Acquire, HumanConcepts, Cezanne Software i PeopleBoard pozwalają na integrację z takimi systemami jak SAP, 
PeopleSoft oraz Oracle ERP i automatyczne tworzenie schematów organizacyjnych.